# Ина (род)
Род Ина (яп. 伊奈氏 Ина-си) — японский самурайский род. Родоначальником рода считается Минамото-но Цунэмото (894—961) из линии Сэйва-Гэндзи.

## История
Первоначально клан носил имя «Аракава», но род стал называть себя «Ина», когда он поселился в районе Ина в провинции Синано (современная префектура Нагано). Переселение рода Ина произошло в XV веке по приказу сёгуната Асикага.
В 1590 году Ина Тадацугу (1550—1610) получил во владение домен Коносу в провинции Мусаси (13 000 коку риса). После битвы при Сэкигахаре в 1600 году доход княжества Коносу был увеличен до 20 000 коку. Однако в 1613 году род Ина был лишен своих владений из-за участия Ины Тадамасы в заговоре, организованном Окубо Нагаясу.
В период Эдо клан Ина носил звание хатамото.